# Guerras de los Magnates de Moldavia
Las Guerras de los Magnates de Moldavia hacen referencia al periodo entre finales del siglo XVI y principios del XVII cuando los magnates de la Mancomunidad de Polonia-Lituania intervinieron en los asuntos de Moldavia, entrando en conflicto con los Habsburgo y el Imperio otomano por el dominio e influencia sobre el principado.

## Guerras de los magnates (1593–1617)

### Causas
Jan Zamoyski, el gran canciller de la Corona y jefe militar (gran hetman de la Corona) polaco, conocido por su oposición a los Habsburgo, era un partidario convencido de la expansión de la Mancomunidad hacia el sur. Ya en tiempos del rey Esteban I Báthory, Zamoyski apoyó los planes de este para la guerra contra los otomanos, viendo en ellos una buena estrategia a largo plazo para la Mancomunidad. Cualquier política enfocada a combatir a los otomanos tenía el beneplácito de la Santa Sede, por lo que el papa Sixto V había expresado su apoyo a la guerra entre la Mancomunidad y los otomanos. Tres poderosas familias de magnates de la Mancomunidad, los Potocki, Korecki y Wiśniowiecki, estaban ligados al hospodar moldavo (príncipe o voivoda) Ieremia Movilă (Jeremi Mohyła), y, después de su muerte en 1606, respaldaron a sus descendientes. 

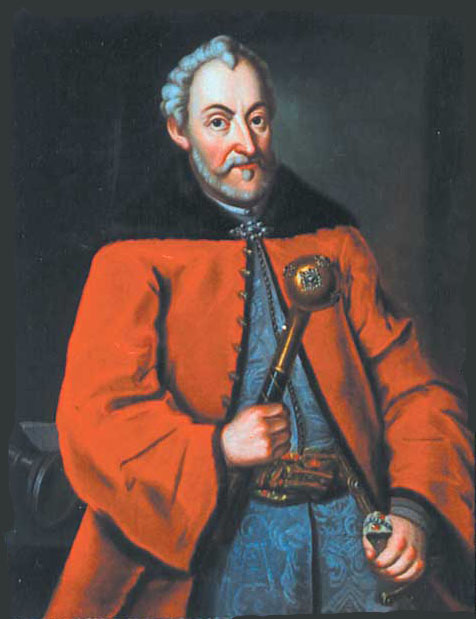
El canciller Jan Zamoyski.

La Mancomunidad en su máxima extensión, tras la Paz de Deulino (1618).

Alrededor del final del siglo XVI, las relaciones entre la Mancomunidad y los otomanos, que habían sido demasiado cordiales, empeoraron notablemente por el creciente número de incursiones de los cosacos. Desde la segunda mitad del siglo XVI, los cosacos habían empezado a saquear los territorios del Imperio otomano. Aunque la Mancomunidad no podía controlar a los fieramente independientes cosacos, se estimaba que eran de su responsabilidad, ya que estaban nominalmente bajo su gobierno. Al mismo tiempo, los tártaros, vasallos del sultán, saqueaban las tierras de la Mancomunidad. A diferencia de los cosacos, que golpeaban en el corazón del Imperio (a puertos mercantes ricos a dos días de la desembocadura del río Dniéper, que los cosacos usaban como ruta de transporte), los tártaros lo hacían en la región del sudeste de la Mancomunidad, poco habitada. En 1615, los cosacos incluso habían quemado los municipios aledaños a Constantinopla. Varios tratados entre las dos potencias conminaban al cese de las actividades de cosacos y tártaros, pero no habían llegado a aplicarse. En acuerdos internos promovidos por los polaco-lituanos, los cosacos se obligaban a quemar sus barcos y detener sus expediciones. No obstante, las naves cosacas se construían rápidamente, y su estilo de vida exigía campañas periódicas para obtener gloria y botín. Algunas veces los cosacos necesitaban recursos para asegurar su subsistencia, mientras que en otras ocasiones eran los Habsburgo los que fomentaba el aumento de la presión en la frontera otomana. Por añadidura, existía una intensa animosidad entre los cosacos y los tártaros, surgida de décadas de luchas fronterizas y saqueos recíprocos de tierras y pueblos. Los cosacos arrasaban los territorios otomanos y de sus vasallos casi cada año, normalmente en expediciones en venganza de los desmanes de los tártaros y viceversa. El círculo vicioso de caos y venganza hizo del sudeste de la Mancomunidad una zona de refriegas continuas. Las relaciones en la última década del siglo, sin embargo, mejoraron merced a la mediación de Isabel I de Inglaterra.

### 1593-1595
En 1593 empezó una guerra entre el Imperio otomano y los Habsburgo. En 1594 una importante expedición tártara, llevada a cabo por entre veinte y treinta mil hombres acaudillados por el jan de Crimea Ğazı II Giray (Gazi Gerej II), saqueó Pokucie y se adentró en Hungría, con la intención de arrasar las tierras de los Habsburgo. Las tropas de la Mancomunidad se reunieron demasiado tarde como para interceptarla. El príncipe de Transilvania, Segismundo Báthory, sobrino del anterior rey polaco Esteban I Báthory, había fortalecido la influencia de los Habsburgo en Moldavia después de haber instalado a Ştefan Răzvan en el trono moldavo. Răzvan era un rom de Valaquia que se había casado con una mujer noble moldava. Báthory había aumentado la influencia de los Habsburgo en Moldavia al sostener a una seria de príncipes en su trono: Aron Voda, Stefan Radu y, finalmente, Ştefan Răzvan.
Cuando la Mancomunidad se mostraba anti-Habsburgo o neutral, la Sublime Puerta veía con buenos ojos un hospodar propolaco. Pero, por esa razón, cuando las tropas del emperador Rodolfo II se hicieron con el control de Moldavia, Transilvania y empezaron a apoyar a Mihai Viteazul, príncipe de Valaquia, los otomanos no miraban con buenos ojos la intromisión de la Mancomunidad.
En 1595 Zamoyski, persuadido por refugiados moldavos, decidió intervenir. Las tropas de la Mancomunidad (unos siete u ocho mil soldados) a sus órdenes cruzaron el río Dniéster, vencieron la oposición local (mientras las tropas transilvanas se retiraban a sus tierras), e instalaron a Ieremia Movilă en el trono moldavo como su vasallo. Movilă había pasado algún tiempo exiliado en Polonia-Lituania y se había ganado el favor de sus dirigentes. En principio, tanto otomanos como polacos reconocieron la autoridad de Movilă sobre Moldavia, que le otorgaron a perpetuidad; el título pasaba a ser heredado por el primogénito varón de la familia Movilă. El cambio en el sistema sucesorio se debió el deseo común de polaco-lituanos y otomanos de eliminar una fuente de conflictos entre las dos potencias. Por entonces las relaciones entre los dos países eran tan buenas que los otomanos aceptaron al candidato polaco al trono de Moldavia que, junto con Transilvania, Valaquia y Crimea, era vasalla del sultán. Movilă había contado también con el respaldo del jan de Crimea. En 1596, el gran visir otomano invitó al canciller polaco a participar junto con el príncipe moldavo en las campañas de aplastamiento de la rebelión antiotomana que por entonces se extendía por Transilvania y Valaquia.
Zamoyski contactó con el gran visir Sinan Bajá y negoció con el gobernador otomano de la isla de Tyahyn en el mar Negro (cerca del río Dniéper); convenció a los dos de sus intenciones pacíficas y de que no deseaba enfrentarse al Imperio otomano. Sin embargo, el jan de Crimea, Ğazı II Giray, reaccionó y entró en Moldavia con alrededor de veinte mil hombres (pero sin cañones y pocos jenízaros). Zamoyski fortificó su campamento cerca de Cecora en el río Prut, aguantó un asedio de tres días (17-20 de octubre), y se las apañó para lograr un acuerdo con el Imperio otomano que reconocía a Movilă como hospodar (Tratado de Cecora). Moldavia pasó a ser vasallo de la Mancomunidad, aunque pagaba tributo a Estambul al mismo tiempo. No satisfecho con esta situación, el hospodar previo, Ştefan Răzvan, invadió Moldavia, pero sus tropas fueron aplastadas por Zamoyski y Răzvan fue empalado por Movilă.

### 1599-1601

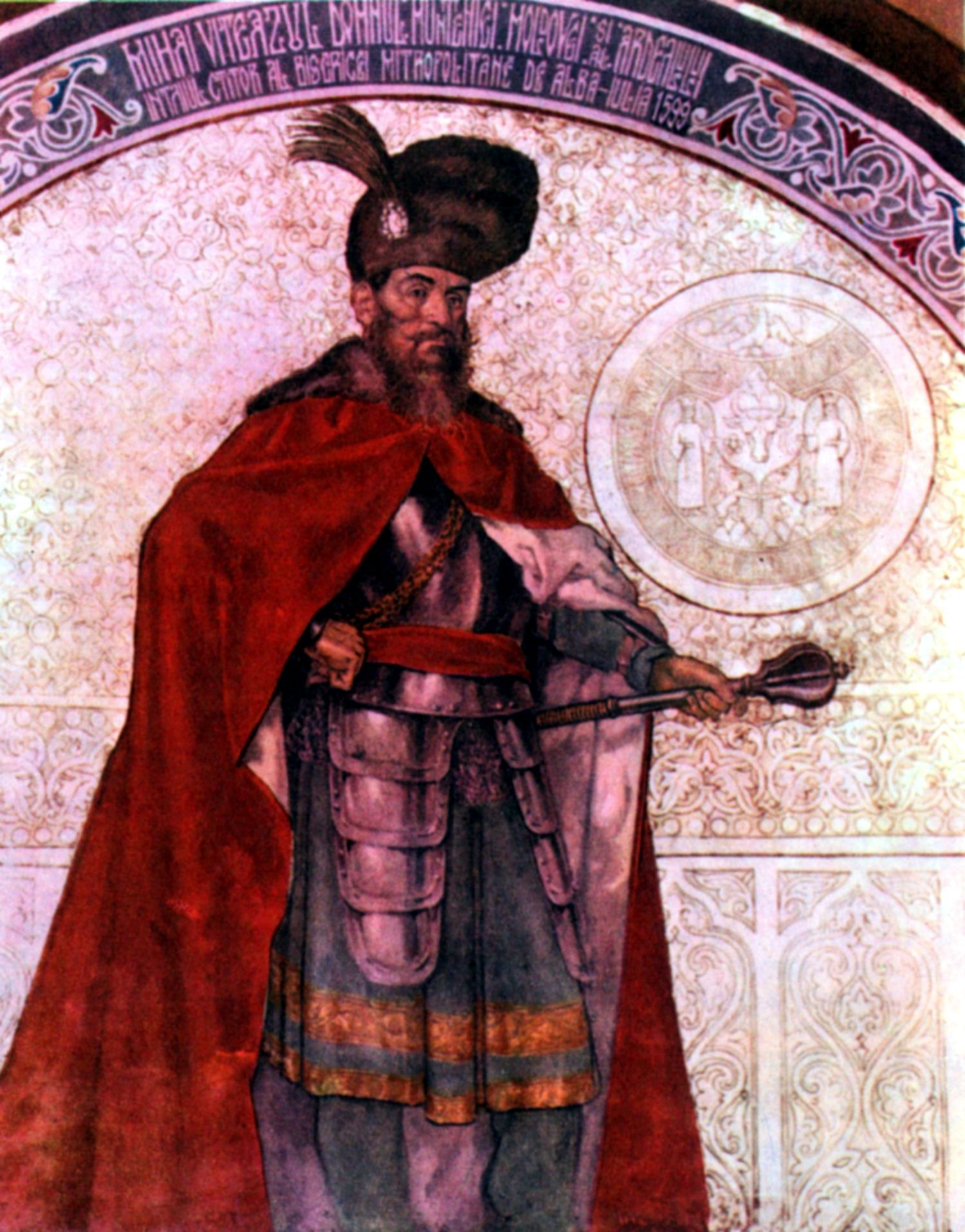
Mihai Viteazul, voivoda de Valaquia, Transilvania y Moldavia.

En 1599, Mihai Viteazul, con el deseo de apoderarse de los tronos vecinos a Valaquia, Transilvania y Moldavia, derrotó al príncipe de Transilvania, Andrés Báthory, que perdió la vida mientras huía tras la batalla. Posteriormente venció a Ieremia Movilă, merced a lo cual se apoderó de casi toda Moldavia, con la excepción de Jotín (Chocim o Hotin), ciudad con una fortaleza situada en el margen derecho del Dniéster, que permaneció en manos polacas. Mihai usó los títulos de voivoda de Valaquia, Transilvania y Moldavia por primera vez en mayo de 1600. Intentó ser reconocido por el emperador Rodolfo, ofreció su vasallaje a la Mancomunidad y organizó una liga antiturca. Después de que Segismundo III Vasa rechazara su proposición, envió a sus tropas a conquistar Pokucie (región reclamada por los moldavos), pero el hetman Stanisław Żółkiewski se enfrentó a ellas.

Los tres principados y los territorios unidos bajo la autoridad de Mihai.

En 1600 Zamoyski y el hetman Jan Karol Chodkiewicz reunieron a las fuerzas polacas y penetraron de nuevo en Moldavia, donde derrotaron a Mihai en Bucov (Bukova) en Valaquia (batalla del río Teleajăn cerca de Ploieşti); devolvieron el trono a Ieremia Movilă y ayudaron a su hermano Simion Movilă a obtener el de Bucarest, extendiendo así temporalmente la esfera de influencia de la Mancomunidad por el sur, a lo largo del Danubio. Mientras tanto, Mihai Viteazul viajó a Viena a solicitar el auxilio del emperador, a cambio de colaborar con los Habsburgo contra los otomanos y aceptar la influencia imperial en Moldavia, que hasta entonces había tenido la de la Mancomunidad. El emperador prometió ayudar y en 1601 envió a su ejército, encabezado por Giorgio Basta, a escoltar a Mihai de vuelta al este. A su llegada a Transilvania, después de una victoria conjunta en la batalla de Gurăslău contra el príncipe de Transilvania Segismundo Báthory, el general Basta asesinó a Mihai durante la noche, en el campo de Câmpia Turzii (al sur de Cluj), y sometió Transilvania a la autoridad imperial.
La Mancomunidad fue incapaz de aprovechar sus conquistas, ya que había estallado la guerra polaco-sueca y necesitaba destinar el grueso de sus fuerzas a proteger Livonia. Un año después, los otomanos derrocaron a Simion Movilă y pusieron en su lugar a Radu Şerban. La Mancomunidad se las ingenió para retener el control de Moldavia; los Habsburgo fueron el único bando que no ganó nada: al contrario, perdieron sus anteriores posesiones en la región. Sin embargo, la Paz de Žitava que puso fin al conflicto conocido como la «Gran Guerra» obligó a los otomanos a reconocer a los Habsburgo como sus iguales, como consecuencia de su incapacidad para penetrar en la Hungría Real. Este tratado marcó el final de la guerra directa entre otomanos y Habsburgo, que tardó décadas en reanudarse, pero las dos potencias siguieron compitiendo por la influencia en la región que constituye la moderna Rumanía.

### 1607-1613

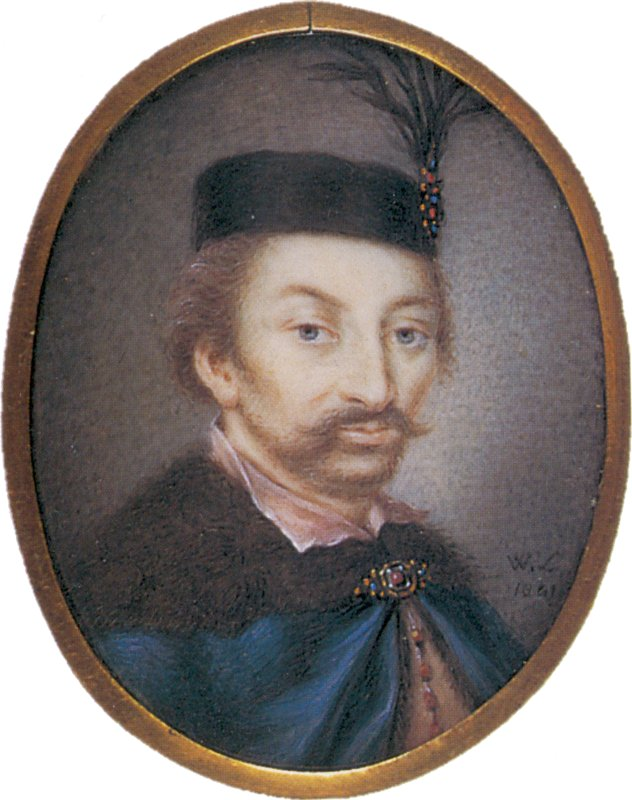
Hetman Stanisław Żółkiewski.

Ieremia Movilă murió en 1606. En 1607 Stefan Potocki instaló a su cuñado (e hijo de Ieremia), Constantin Movilă (Konstanty Mohyła) en el trono moldavo. Sin embargo, al ser Stefan Potocki uno de los magnates pro-Habsburgo y Gabriel Báthory, el gobernante anti-Habsburgo de Transilvania, destronó a Constantin en 1611. El trono moldavo recaería entonces en Ştefan II Tomşa (Tomża).
En 1612 Stefan Potocki volvería a intentarlo (con la asistencia tácita de Segismundo III Vasa, pero contra la voluntad del Sejm y del Senat pero fue un rotundo fracaso. El ejército de siete mil hombres de Potocki fue derrotado el 19 de julio en la batalla de Sasowy Róg (cerca de Ştefăneşti) por las tropas de Tomşa y por los tártaros de la horda de Budjak del jan Temir. Stefan Potocki y Constantin Movilă  acabarían sus días en cautividad en Estambul. El contraataque de Tomşa y de los tártaros sobre la Mancomunidad fue detenido por Żółkiewski sin necesidad de luchar; Żółkiewski y Tomşa alcanzaron un acuerdo que se firmó en octubre de 1612 en Jotín. Tomşa se aseguró su amistad, jurándole fidelidad al rey polaco ayudando a solucionar los conflictos entre el Imperio otomano y la Mancomunidad.
En 1613, cuando Segismundo firmó un tratado defensivo antiturco de facto con los Habsburgo, contando con su apoyo para su restauración al trono sueco, Polonia pasó al campo enemigo desde el punto de vista otomano. El hetman Stanisław Żółkiewski, en una demostración de fuerza, indujo a los moldavos y a los turcos a firmar un acuerdo en 1612 con Ştefan Tomşa en Jotín.
Para entonces, las relaciones polaco-otomanas se habían agriado, tanto por las disputas en Moldavia, donde los polaco-lituanos habían sostenido a diversos príncipes destituidos por la Sublime Puerta como por las graves correrías cosacas por las costas del mar Negro en territorio otomano (en 1614, por ejemplo, saquearon Sinope).

### 1614-1617
En 1614 el Sultán Ahmed I le escribió a Segismundo III que estaba enviando a Ahmed Pachá para castigar a esos bandidos, que no significaba un gesto de hostilidad hacia la Mancomunidad, y que ésta no fuera un refugio de fugitivos; Ahmed Pachá escribió al hetman Żółkiewski pidiendo cooperación. Żółkiewski respondió que ya había hecho mucho para impedir los ataques de los cosacos, y que la mayoría de los cosacos que saqueaban el Imperio otomano no eran Cosacos de Zaporizhia, de la Mancomunidad, sino Cosacos del Don, que estaban dentro de la influencia moscovita. Las tropas de Żółkiewski hicieron otra demostración de fuerza, pero Ahmed Pachá no intentó cruzar la frontera, y se contentó con fortificar la región de Ochakov para impedir expediciones de saqueo futuras. 
En 1615, la viuda de Ieremia Movilă y los duques Michał Wiśniowiecki y Samuel Korecki organizó una tercera intervención, esta vez llevada a cabo contra los deseos del rey. Sus tropas estaban compuestas sus tropas privadas, por mercenarios, cosacos y moldavos leales a Movilă. Tomşa fue depuesto y el joven Alexandru Movilă (Aleksander Mohyła) fue instalado en el trono. Pero esta situación no se prolongaría mucho, dado que en agosto de 1616 Iskander Pachá (Iskanderbasha), Beylerbey de Bosnia, derrotó a las fuerzas de los magantes que acabaron como prisioneros en Estambul (Wiśniowiecki murió antes de ser aprisionado). Korecki consiguió escapar del cautiverio, pero sería tomado prisionero otra vez después de la batalla de Cecora en 1620 siendo estrangulado cuando estaba en custodia.
De nuevo, en 1616, Stefan Żółkiewski consiguió aliviar las tensiones, mostrando la frescura militar de la Mancomunidad, firmando un nuevo acuerdo con el nuevo hospodar, Radu Mihnea, en Braha. Había prometido a los moldavos mediar para acabar con los conflictos entre el Imperio otomano y la Mancomunidad. Radu Mihnea juró fidelidad al rey polaco y prometió no permitir a los tártaros que pasaran a través de su territorio. Sin embargo las guerras en el norte y el este con Suecia y Moscovia distraían la atención de la Mancomunidad y llevaban su poder militar al máximo de sus posibilidades. En 1617, tras otra oleada de saqueos cosacos, el sultán envió una poderosa fuerza bajo el mando de Iskander Pachá a las fronteras de la Mancomunidad. El ejército estaba compuesto por jenízaros, tártaros y tropas vasallas de Transilvania, Moldavia y Valaquia (en total unos 40.000 hombres). Żółkiewski se encontró con ellos cerca de Busza (en el río Jaruga), pero ninguno de los bandos se decidió a atacar; los dos jefes militares se habían estado intercambiando misivas desde el comienzo de la campaña de Iskander. La mayor parte de las tropas de Żółkiewski eran de los magnates, no había casi cosacos, ya que la Mancomunidad tenía guerra con Suecia y Moscovia y el Imperio otomano se enfrentaba contra Persia. Żółkiewski se vio obligado a renunciar a las reclamaciones polacas sobre Moldavia en el Tratado de Busza (también conocido como Tratado de Laruga) firmado con Iskander Pachá. El tratado establecía que Polonia no intervendría en los asuntos internos de los vasallos otomanos en Transilvania, Moldavia y Valaquia, impediría los ataques cosacos en el Imperio otomano y cedía Jotín. A cambio, los turcos se comprometían a detener los saqueos tártaros.

## Preludio al siguiente conflicto (1618-1620)

### 1618
Sin embargo, pocas de las cláusulas del tratado se cumplieron. Las expediciones tártaras se reanudaron en 1618 (o quizás incluso en 1617), ya que los jefes de las hordas de Dobruya y Budjak abandonaron el campamento de Iskander durante las conversaciones. Tanto cosacos como tártaros reanudaron pronto sus correrías, lo que tensó nuevamente las relaciones entre polaco-lituanos y otomanos.
En un primer momento Żółkiewski no pudo dividir sus tropas y los tártaros saquearon sin oposición, pero se encontraron con las fuerzas de Iskander Pachá cerca de Kamianets-Podilskyi (Kamieniec Podolski). El 28 de septiembre de 1618, los volvió a derrotar, pero encajando grandes bajas. En 1617 y 1619 Żółkiewski obligó a los cosacos a firmar nuevos acuerdos (umowa olszaniecka y biało-cerkiewna). Debían quemar sus barcos y se prohibieron las campañas de saqueo. A cambio el registro de cosacos era aumentado, y el subsidio anual a los cosacos de la corona fue incrementado. Sin embargo, las expediciones cosacas no cesaron, en particular porque eran financiadas desde Moscovia. En julio de 1618, después de muchos avisos a la Mancomunidad, el joven y ambicioso sultán Osmán II envió una carta al rey Segismundo amenazándole con una nueva guerra y con que quemaría Cracovia. Partiendo de que los otomanos estaban en una guerra a gran escala con Persia, esto no era nada más que una amenaza. No obstante, Osmán planeó una guerra con la Mancomunidad, con la intención de subsanar las grandes pérdidas que había tenido en las guerras con Persia de 1603-1611 y 1617-1619, en las que perdió el Cáucaso.

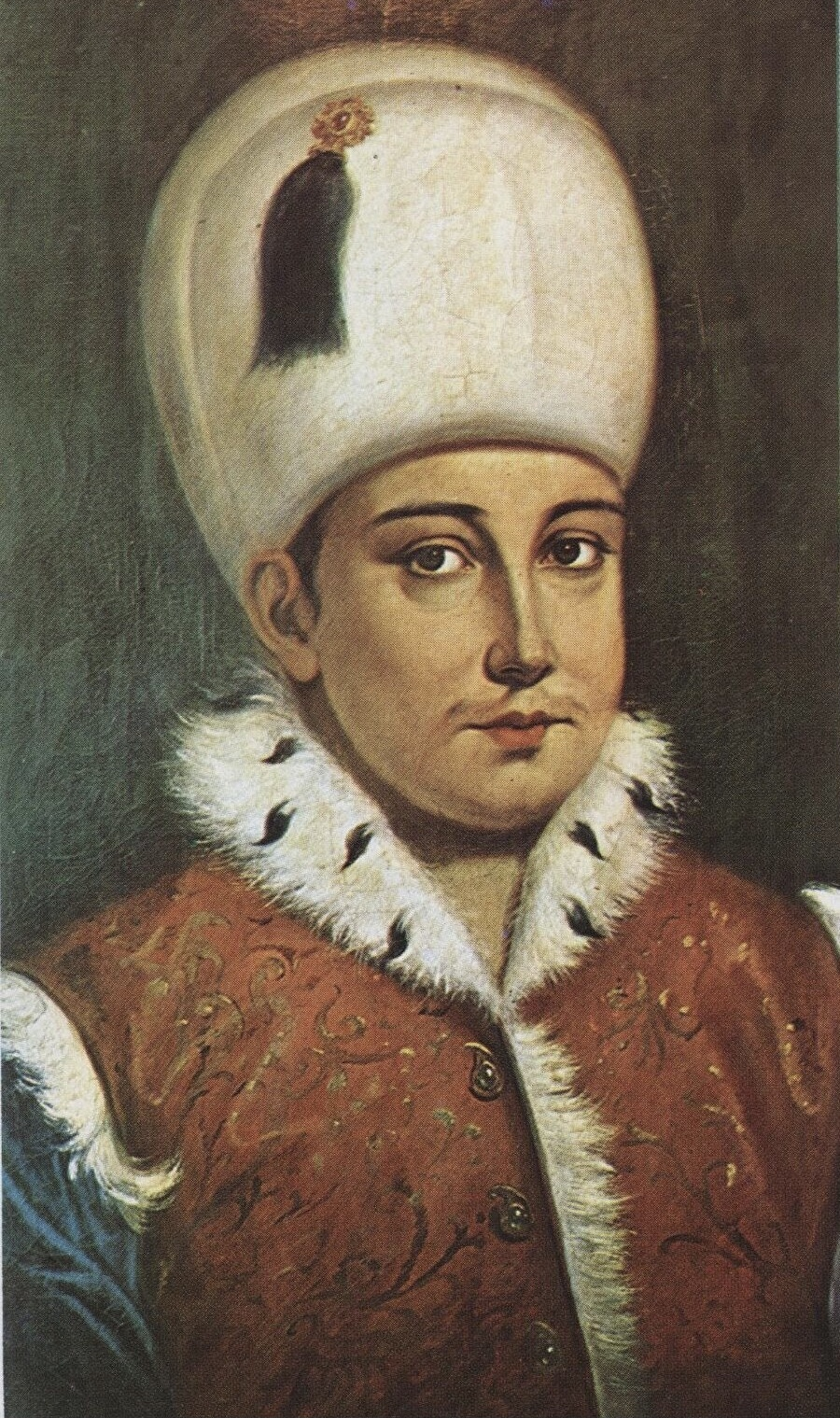
El sultán Osman II.

En 1618 empezó la Guerra de los Treinta Años. Los protestantes checos tenían el apoyo de los protestantes alemanes y los húngaros. Los húngaros pidieron ayuda al entonces príncipe de Transilvania, Gabriel Bethlen, declarándole su deseo de unir Hungría con Transilvania. Bethlen había sido nombrado al cargo después de que el sultán destronara a Gabriel Báthory (ordenado a las tropas de Iskander Pachá en 1613). Era antipolaco y un vasallo leal a los otomanos que tenía aspiraciones de extender su dominio a Moravia, Bohemia y Silesia. El hetman polaco Stefan Żółkiewski le recomendó a Bethlen que no se uniera a los protestantes, prometiéndole ayuda contra el Imperio otomano, a lo que Bethlen contestó que era demasiado tarde para cambiar las alianzas. Cuando se unió a la lucha en el lado protestante, su asedio de Viena amenazó con extender el dominio transilvano (y otomano) a Bohemia y Silesia.

### 1619–1620
Los nobles polacos (szlachta) apoyaban (al menos verbalmente) a los checos porque la lucha de los nobles checos y húngaros era vista como la de la nobleza libre contra los monarcas absolutistas. Los nobles no lucharían contra los protestantes, y el Sejm incluso había prohibido a Segismundo el enviar fuerzas armadas en ayuda de los Habsburgo. Sin embargo, el rey de Polonia, era un devoto católico y simpatizante de los Habsburgo. Asimismo, algunos de los magnates polacos esperaban recuperar algunas partes de Silesia a cambio de ayudar a los Habsburgo. Durante las conversaciones en el viaje del hijo de Segismundo, Vladislao, a Silesia a mediados de 1619, el emperador Fernando II de Habsburgo prometíó el permitir la ocupación temporal de Silesia por los polacos, con la posibilidad de incorporar estas áreas a Polonia en una fecha posterior. Algunos de los Piast duques de Silesia también apoyaban el devolver cus tierras al reino polaco, especialmente debido a la atractiva política de tolerancia religiosa de la Mancomunidad y al hecho de que las regiones occidentales polacas habían permanecido durante largo tiempo muy pacíficas y seguras.
Segismundo III decidió ayudar a los Habsburgo y envió a la Lisowczycy, que estaba ociosa tras el fin de las Dimitríadas contra Moscovia y estaban saqueando Lituania, hacia finales de 1619. Finalmente, Fernando no se mostró favorable a la concesión permanente de territorios de Silesia y solo nombró al príncipe Karol Ferdynand (el hermano de Ladislao), obispo de Breslavia. Los Habsburgo no proveyeron de ayuda contra el Imperio otomano. La Lisowczycy aplastó a las tropas transilvanas lideradas por George I Rákóczi (Jerzy Rakoczy) en Zavada y Humienne (13 de noviembre o 21-24, depende de las fuentes) y empezaron a arrasar, matando "incluso a niños y perros" (como escribió un historiador contemporáneo), la parte oriental de Eslovaquia, forzando a Bethlen a levantar el asedio de Viena y volver a defender sus propias tierras. Más tarde, la Lisowczycy saquearía Silesia y Bohemia, tomando parte en la Batalla de la Montaña Blanca.
El gobernante de Moldavia, vasallo a su vez del sultán otomano, un hospodar de origen croata, Gaspar Graziani (conocido como Kasper Gratiani en polaco), decidió que le convenía más pasarse al bando polaco, entrando en conversaciones con el rey y prometiéndole el envío de 25.000 soldados. El enviado polaco a Estambul, que llegó en abril de 1620, fue recibido muy fríamente. El que los cosacos saquearan e incendiaran suburbios de Estambul no ayudaba mucho.
Los Habsburgo decidieron pagar la ayuda de Segismundo con traición. Su enviado trabajó activamente contra un nuevo tratado entre la Mancomunidad y el Imperio otomano porque los Habsburgo sabían que el conflicto polaco-otomano significaba menos problemas para ellos. Esta intriga, acompañada del recelo otomano ante las acciones pro-Habsburgo de la Mancomunidad y los intentos de algunos magnates polacos de ganar influencia en Moldavia, fue la causa de que una nueva guerra fuera inevitable. En Polonia, el rey y los hetman exageraban el peligro para conseguir reclutar más tropas y financiación para el ejército. Sin embargo, los nobles no confiaban en estas medidas, no fueron convencidos para el pago de fondos, especulando ante las motivaciones de la expedición. Los nobles a menudo frustraban las iniciativas del rey, incluso si estas podían ser interesantes para el país, viendo en cada una de ellas el auge del poder del rey a costa de sus privilegios. El status quo se traducía en que su alto estándar de vida era generalmente favorecido sobre cualquier otra alternativa.
Algunos historiadores opinan que el rey Segismundo decidió intervenir en Moldavia debido a problemas internos causados por el cambio de la Lisowczycy al bando de los Habsburgo y su conducta en la guerra. Otros opinan que algunos nobles amenazaban con la rebelión armada (rokosz) y, en caso de intervención armada, el rey incrementaría su autoridad y la de sus hetman, concentrándose la atención de estos nobles en los problemas externos en lugar de en los internos. Adicionalmente, el hetman Żółkiewski, previendo la confrontación con el Imperio otomano, prefirió encontrarse con sus tropas en tierras extranjeras.
En retrospectiva, en esta ocasión los nobles tenían la razón sobre la falta de peligro ya que ni los tártaros ni los turcos estaban preparados en 1620. A pesar de que el sultán estaba planeando una expedición armada contra Polonia, esta sería hecha con un contingente pequeño. Sin embargo, esta política negligente respecto a su propio ejército acabaría costándole caro en el futuro.

## Batalla de Cecora y sus consecuencias (1620-1621)
La siguiente fase del conflicto polaco-otomano empezó en 1620: el incendio de Varna por parte de los cosacos fue lo que encendió la mecha. El nuevo sultán Osmán II hizo las paces con Persia y prometió arrasar la Mancomunidad y «ahogar a sus caballos en el mar Báltico». Las fuerzas de Żółkiewski entraron en Moldavia para golpear al regimiento otomano que había ido a derrocar al hospodar Graziani.
A principios de septiembre de 1620, el gran hetman de la Corona y mariscal de campo Zolkiewski y su protegido, el futuro hetman Stanisław Koniecpolski, reunieron ocho mil soldados y marcharon hacia el sur. Graziani solamente aportó seiscientos hombres. En la batalla de Cecora (del 18 de septiembre al 6 de octubre de 1620) disputada junto al río Prut, Zolkiewski se enfrentó al ejército de veintidós mil hombres de Iskander Pachá, aguantando varias acometidas en septiembre. El 29 del mes ordenó la retirada; consiguió mantener la disciplina durante ocho días, pero al alcanzar la frontera polaca el orden en las filas de su hueste desapareció y una gran parte del ejército de la Mancomunidad fue destruido. Zolkiewski falleció en la batalla, su cabeza fue enviada al sultán como un trofeo, y Kniecpolski fue capturado. El largo combate se saldó así con la derrota polaca. Los polacos no habían contado en la batalla con la tradicional colaboración cosaca, dadas las desavenencias existentes por entonces entre ellos, que se resolvieron poco después, en parte a causa de la derrota infligida por los otomanos, mediante el alistamiento de veinte mil cosacos en el Ejército polaco-lituano.
El año siguiente, 1621, un ejército de entre cien y ciento sesenta mil soldados turcos mandados por el sultán Osmán II en persona avanzó desde Adrianópolis hacia la frontera polaca. Los polacos, con motivo de la derrota en Cecora, tuvieron que reunir un gran ejército (unos veinticinco mil polacos y cuarenta mil cosacos) para enfrentarse a él. El hetman Chodkiewicz cruzó el río Dniéster a finales de agosto de 1621 y se fortificó en Jotín, en el camino del avance otomano. En este lugar aguantó a lo largo de seis semanas el hetman, hasta las primeras nieves de otoño. Las alrededor de cuarenta mil bajas que sufrió convencieron a Osmán de que debía retirarse. A pesar de ello, la Mancomunidad tuvo que lamentar la muerte de Chodkiewicz el 24 de septiembre. Después de su muerte, el mando de las fuerzas polacas pasó a Stanisław Lubomirski. El levantamiento del cerco, debido en parte al socorro que la plaza había recibido de los cosacos, supuso la revancha polaco-lituana al descalabro del año anterior en Cecora.
Chodkiewicz no fue el único que murió. El sultán Osmán también pagaría el más alto precio, ya que, tras su derrota, la conjunción de problemas internos dio pie a la revuelta de los jenízaros de 1622, en la que fue asesinado.
Se llegó a una paz honorable en el Tratado de Jotín, basado en el de Busza, y la frontera entre la Mancomunidad y el Imperio otomano se mantuvo en paz hasta la guerra polaco-otomana de 1633 y 1634.